# رامي خليفة
رامي خليفة (بالفرنسية: Rami Khalifé)‏ (من مواليد 25 سبتمبر 1981) هو ملحن وعازف بيانو فرنسي لبناني، ولد في عائلة لبنانية موسيقية، عاش في بيروت قبل أن يهاجر خلال الحرب الأهلية اللبنانية ويصبح مواطناً فرنسياً.
وصف بأنه أحد أكثر الملحنين إثارة في جيله، في أكتوبر 2011 قدمت «أوركسترا قطر الفيلهارمونية» بقيادة جيمس غافيجان العرض الأول لفيلم خليفة «تشاوس» للأوركسترا والبيانو. في فبراير 2013 عرض "Requiem" لرامي خليفة الذي استلهمه من الربيع العربي لأول مرة من قبل أوركسترا قطر الفيلهارمونية وجوقة راديو لايبزيغ، وذلك لاشادة النقاد.

## التعليم
استأنف تدريبه الموسيقي في باريس بفرنسا في المعهد الوطني للإعلام في بولون-بيلانكور تحت إشراف ألفريد هرتسوغ، وتابع رامي خليفة تعليمه العالي في مدرسة جويليارد للموسيقى في نيويورك.

## جوائز
حصل رامي خليفه على العديد من الجوائز أبرزها مسابقات راديو البيانو و UFAM وكلود كان.
في 2009 كرمته وزارة الشؤون الاجتماعية اللبنانية بلوحة تقدير لجهوده في رفع مستوى مبادرات إزالة الألغام ومناصرته للسلام من خلال الموسيقى، ورعى الصندوق العربي للفنون والثقافة أحدث أعمال رامي خليفة

## الألبومات
صدر لرامي خليفه:
- فقدت (Nagam) 2018
- الاضطرابات (Aufgang) 2016
- قصص (2016)
- الهواء على النار (Aufgang | 2010)
- Aufgang (Aufgang | 2010)
- الفوضى (2009)
- فن البوب (رامي خليفة وفرانشيسكو تريستانو | 2008)
- بيانو كونسيرتوس (رامي خليفة | 2007)
- مشهد من هيليك (2005)
- يعيش في بيروت (2002)

## روابط خارجية
- رامي خليفة على موقع IMDb (الإنجليزية)
- رامي خليفة على موقع ميوزك برينز (الإنجليزية)
- رامي خليفة على موقع أول ميوزيك (الإنجليزية)
- رامي خليفة على موقع ديسكوغز (الإنجليزية)

- ramikhalife.com
- marcelkhalife.com
- bacharkhalife.com
- infine-music.com/artist/7/aufgang
- pitchfork.com/reviews/albums/13875-aufgang